# 生活新报
《生活新报》由云南省残疾人联合会于1999年创办的报纸，由原先的《残疾人导报》更名为《生活新报》，是中国残联系统唯一的综合性、都市类日报。
2015年6月29日，在云南昆明的报社停止运营。30日的《生活新报》宣布，报纸于7月1日正式停刊。30日当天，主管方云南省残联发布《告生活新报员工书》称，“报社休刊是其实际控制人、承包方十方控股有限公司，单方面采取违约、撤资、欠薪等行为所致，目前省残联已向辖区公安机关报案，并聘请律师进行取证，做起诉前的准备工作。”停刊前，已拖欠报社记者、编辑和发行等工作人员四个月工资。